# El món perdut
El món perdut (títol original en anglés: The Lost World) és una novel·la de l'escriptor escocés Arthur Conan Doyle. Tracta una expedició a un altiplà sud-americà que evoca el mont Roraima de la selva amazònica veneçolana. Encara hi haurien sobreviscut animals prehistòrics. Fou publicada el 1912 i hi introduí el famós personatge del professor Challenger. En ser un relat de ficció ambientat en temps remots, l'episodi sobre els dinosaures és sorprenentment curt: es dedica molt més espai a una batalla entre una tribu d'humans prehistòrics i un grup d'homínids primitius. Va ser traduït al català per Jesús Cortés amb il·lustracions de Jaume Vilanova i Bartroli.

## Argument
Ed Malone, reporter del Daily Gazette, vol reeixir una missió perillosa i aventurera de manera que puga impressionar la seua estimada, Gladys, per demanar-li matrimoni. McArdle, l'editor, hi accedeix i envia Malone a entrevistar-se amb el professor Challenger, una tasca difícil, ja que el professor ha agredit altres periodistes enviats a parlar amb ell sobre el seu presumpte descobriment de dinosaures a Sud-amèrica. Aquesta troballa ha estat fins al moment ridiculitzada pel corrent científic principal, però Challenger convenç Malone de la seua veracitat i el convida a una expedició a l'Amazones veneçolà per recollir-ne més evidència. Dos personatges més són incorporats al viatge: el professor Summerlee, científic qualificat, i lord John Roxton, un aventurer que coneix bé l'Amazones, territori on anys abans s'havia exercit en missions contra traficants d'esclaus.

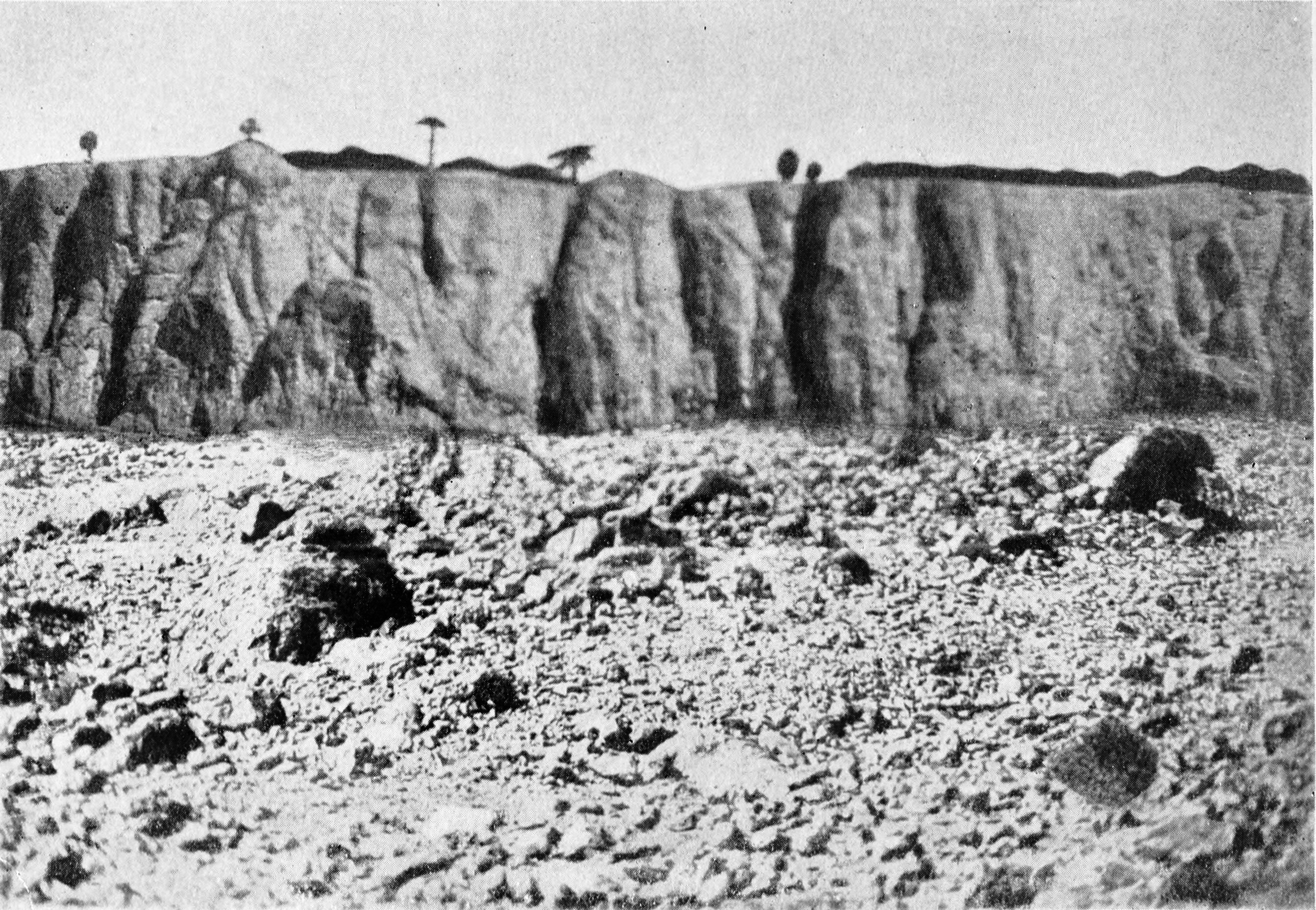
Altiplà que explora l'expedició

Després del llarg viatge, arriben a l'altiplà amb l'ajut de guies indígenes, que s'espanten supersticiosament en acostar-se a l'àrea, i fugen molt abans que l'expedició n'arribe a la meta. Només cinc sud-americans (dos indis, dos mestissos i un africà) romanen en els seus llocs: un d'aquests, Gómez (un dels mestissos), és el germà d'un home a qui Roxton va matar en la seua lluita contra els esclavistes. Quan l'expedició fa peu sobre la part superior de l'altiplà, Gómez els atrapa allí i en destrueix l'únic pont. Zambo, l'africà lleial, roman a la base de la muntanya per ajudar-los en el cas que puguen trobar un camí de retorn. L'altre mestís mor i els dos indis fugen espaordits per la por que tenen a aquesta terra.
Els expedicionaris decideixen investigar el món perdut. Són atacats per pterodàctils en un pantà; poc després Roxton troba una mica d'argila blava que li desperta un enorme interés. Després d'explorar el terreny i d'estar a punt de ser devorats per dinosaures, els aventurers descobreixen que altres dues espècies de humanoides viuen a l'altiplà. Una és una mena de criatures d'aspecte simiesc, i l'altra és una tribu d'éssers humans reals tot i que primitius. Els dos científics pensen que en el passat hauria estat més fàcil pujar a l'altiplà, i això explicaria la presència d'espècies postjuràssiques. Aquests dos grups d'humanoides lluiten constantment entre si. Challenger, Summerlee i Roxton són capturats pels simis.
Roxton pot escapar i, juntament amb Malone, que no havia estat capturat, comencen una operació de rescat i els troben al mateix moment en què els simis volen llançar-los per la vora de l'altiplà. Després de salvar-los comencen una frenètica fugida en què es topen amb la tribu humana. Dirigits pels europeus, els primitius derroten els seus enemics simiescs.
L'expedició llavors arriba a saber que una de les coves deshabitades prop d'aquelles on viu la tribu és un túnel que condueix fins a la base de la plana, lloc desconegut per aquests humans arcaics. L'expedició escapa furtivament. Tornen a Anglaterra portant amb ells un pterodàctil, que fuig en ser exhibit i és desacreditat pel públic present com una classe d'ocell desconegut, ja que ningú pot examinar-lo detalladament. En un sopar a l'apartament de Roxton amb altres membres de l'expedició, aquest li mostra l'enigmàtica argila blava que, en ser esmicolada, revela diamants a dins. El seu valor, d'unes 200.000 lliures esterlines, és repartit entre els companys. Challenger utilitza la seua part per obrir un museu; Summerlee per retirar-se; i Roxton per organitzar un altre viatge al món perdut. Malone torna al seu amor, Gladys, per descobrir que s'ha casat amb un altre mentre ell estava absent. Per no quedar-se a Anglaterra, s'ofereix com a voluntari per a la segona expedició de Roxton.

## Personatges
- Frontispici de l'edició original de 1912, amb els protagonistes del llibre, d'esquerra a dreta: I. D. Malone (del Daily Gazette); professor Summerlee; professor G. I. Challenger, i lord John RoxtonProfessor Challenger, zoòleg.
- Professor Summerlee, científic.

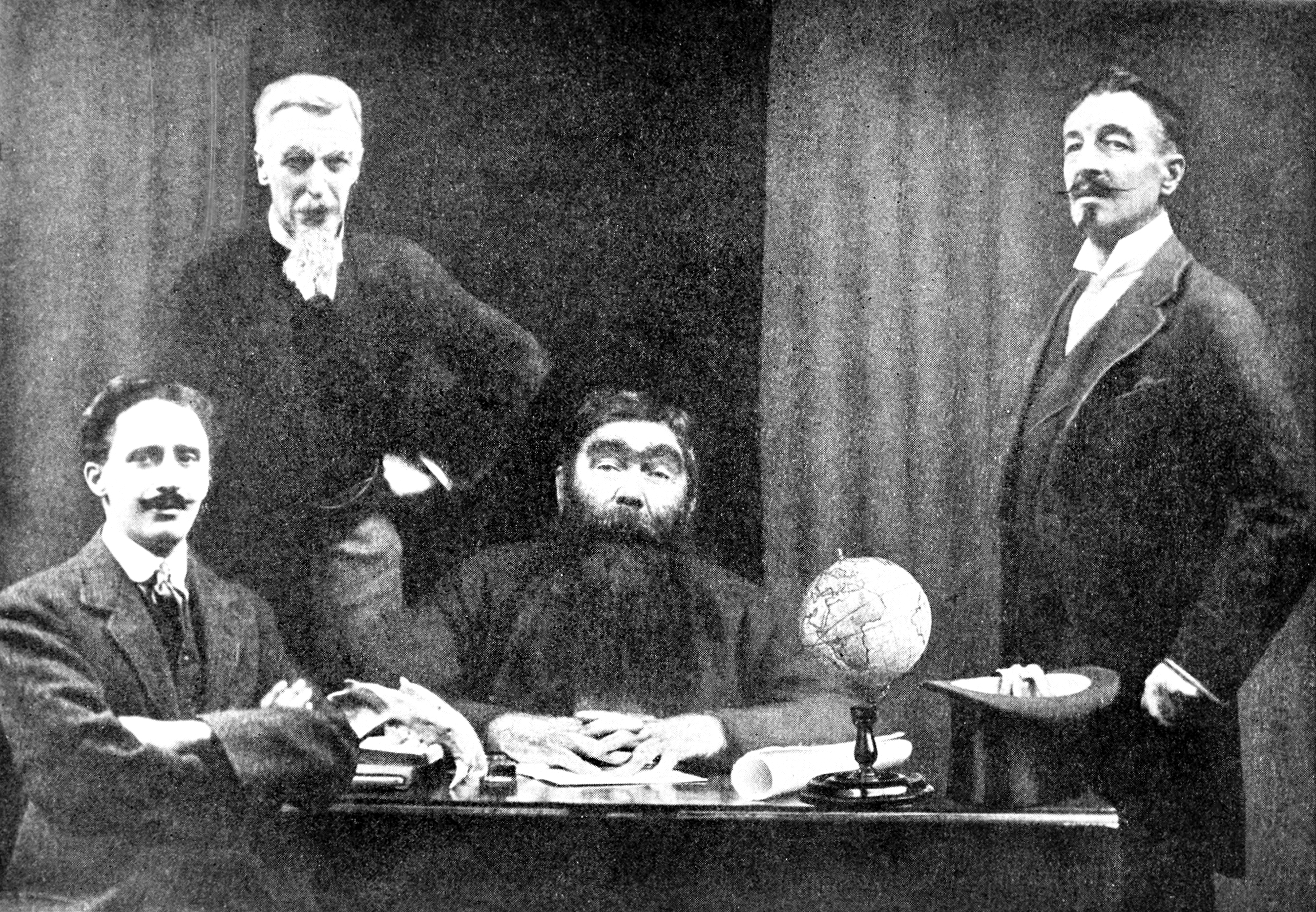
Frontispici de l'edició original de 1912, amb els protagonistes del llibre, d'esquerra a dreta: I. D. Malone (del Daily Gazette); professor Summerlee; professor G. I. Challenger, i lord John Roxton

- Ed Malone, reporter del London Journal.
- McArdle, editor del London Journal.
- Lord John Roxton, aventurer i esportista, a més de caçador d'espècies exòtiques. També havia lluitat contra els esclavistes a l'Amazones.
- Gómez, guia mestís sud-americà i germà d'un traficant d'esclaus assassinat per Roxton.
- Manuel, un altre guia mestís sud-americà.
- Zambo, fidel servent dels aventurers durant l'expedició. Va matar a Manuel.
- Gladys, amiga de Malone, que l'insta a realitzar una aventura per guanyar el seu amor

## Animals destacats
Dinosaures no aviaris:
- Iguanodon
- Stegosaurus
- Allosaurus/Megalosaurus
- Carnotaurus

Altres rèptils extints:
- Pterodactylus
- Dimorphodon
- Plesiosaurus
- Ichthyosaurus

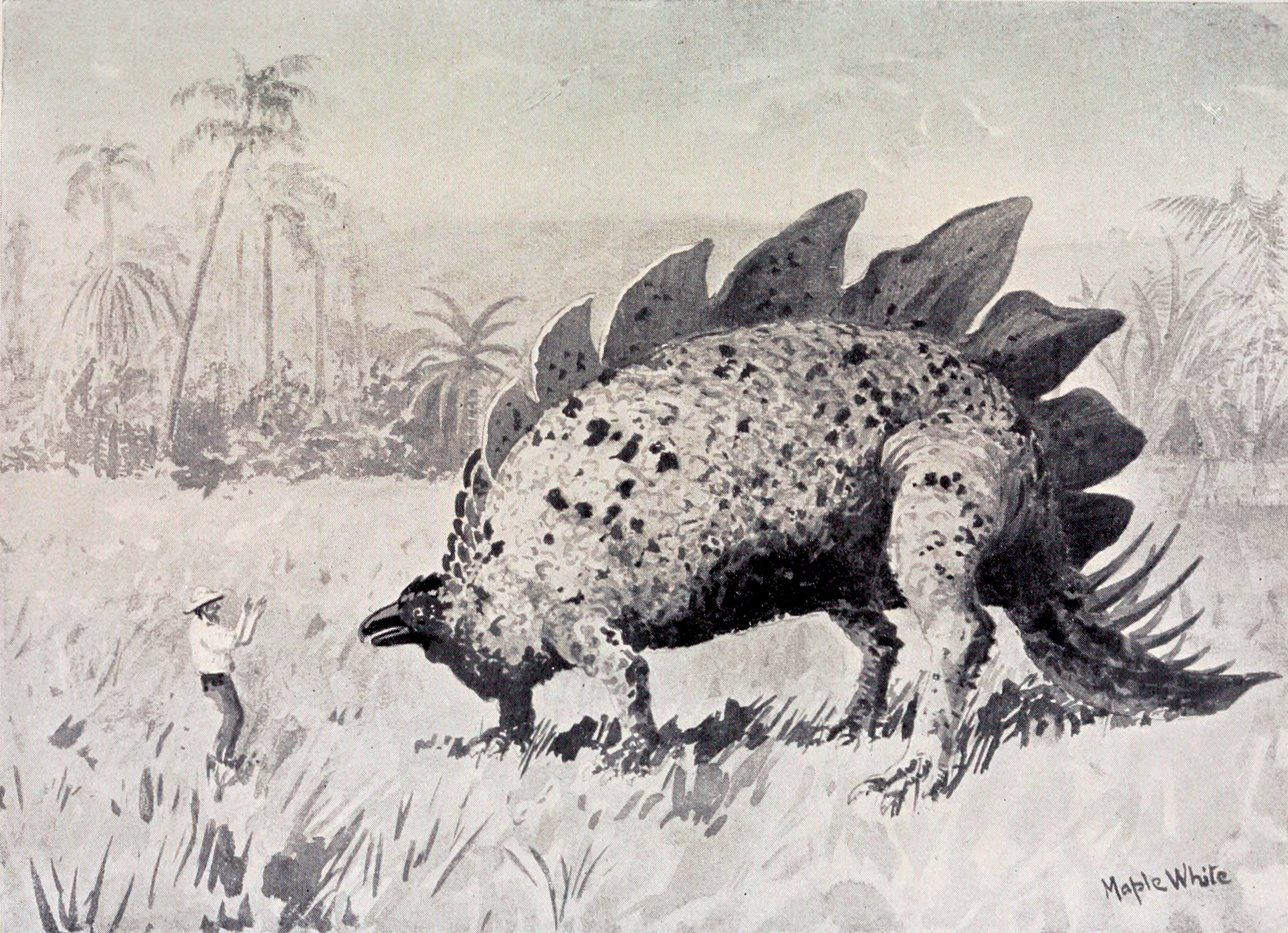
Trobada amb el Stegosaurus

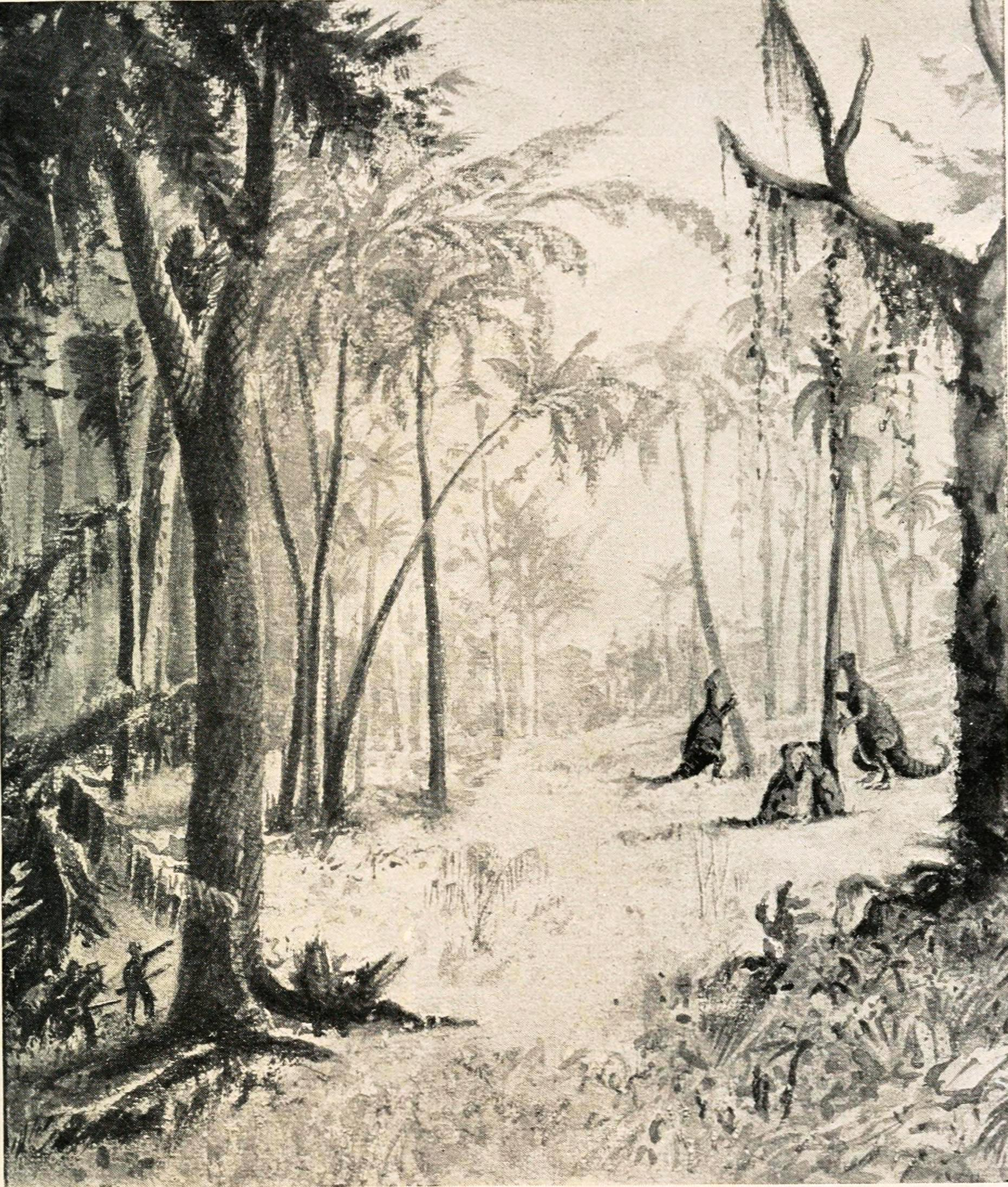
El grup troba Iguanodons

Altres animals prehistòrics inclosos:
Mamífers
- Megaloceros
- Glyptodon
- Dryopithecus o Pithecanthropus

Aus
- Phorusrhacos

Criatures fora de l'altiplà:
- Bothrops jararaca
- Agutí - Dasyprocta prymnolopha
- Tapir - Tapirus terrestris

## Al·lusions i referències en altres obres
El 1915, el científic rus Vladimir Obruchev produí la seua versió d'un món antediluvià en la seua novel·la Plutonia, que situa els dinosaures i altres espècies del Juràssic al subsòl de Sibèria.
El títol de Doyle fou reutilitzat per l'escriptor nord-americà Michael Crichton en la seua novel·la de 1995 El món perdut, seqüela de Parc Juràssic. Immediatament li'n seguí l'adaptació fílmica, The Lost World: Jurassic Park. La sèrie televisiva La terra del que es va perdre (Land of the Lost) també es basa en el títol original.
El 1986, aparegué la novel·la La guerra de la Cotxintxina, de l'escriptor català Joan Perucho, que relata la recerca del pterodàctil portat a Anglaterra pel professor Challenger en El món trobat.

## Al·lusions i referències a història, geografia i ciència reals

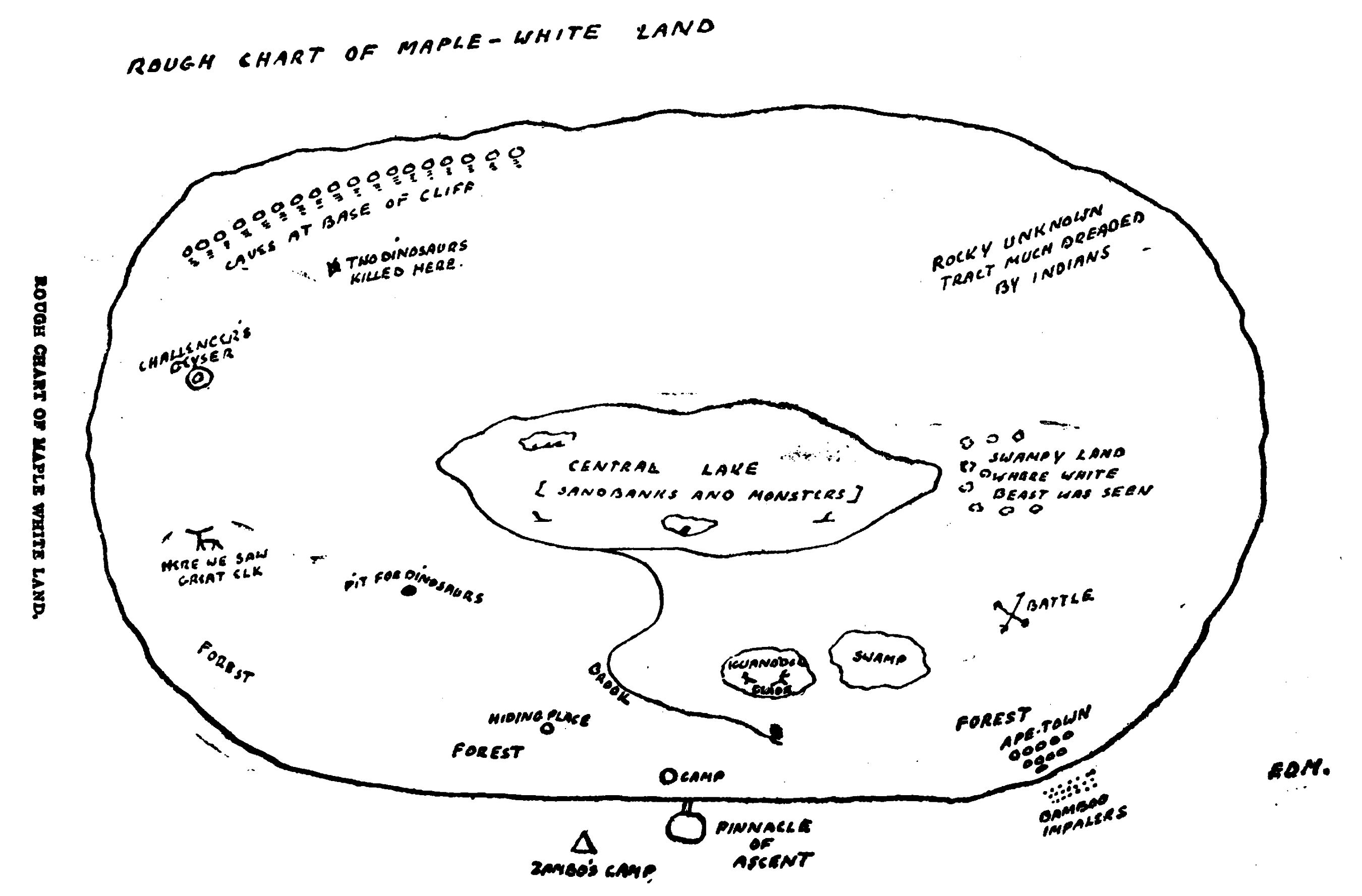
Mapa de la “Terra de Maple White”

Els personatges d'Ed Malone i lord John Roxton estan inspirats en el periodista Edmund Dene Morel i el diplomàtic Roger Casement, capdavanters de la campanya per la fi de l'esclavitud al Congo, moviment que el mateix Conan Doyle recolzava activament. L'emplaçament geogràfic del relat es deu a les expedicions al mont Roraima, coetànies a l'autor, i que impressionaren l'Europa de l'època. També s'hauria inspirat en les històries de l'explorador anglés Percy Fawcett.

## Adaptacions al cinema i la televisió

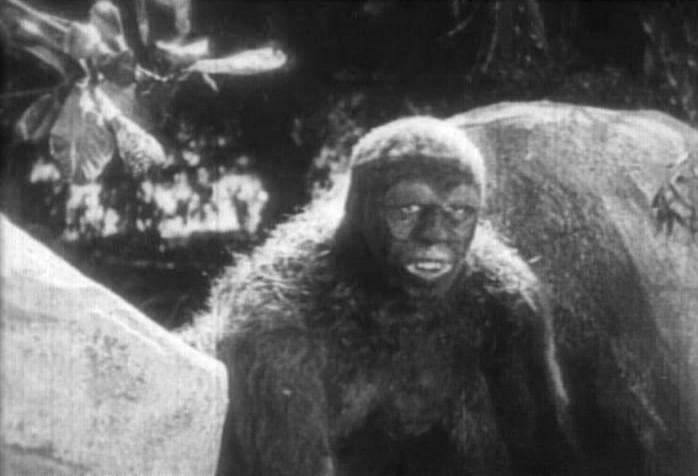
Clip de la pel·lícula original The Lost World (1925), on apareix un home mico

La novel·la s'ha adaptat al cinema en diverses ocasions. La primera en fou al 1925: El món perdut, amb la llegenda cinematogràfica Wallace Beery en el paper del professor Challenger. Aquesta versió fou dirigida per Harry O. Hoyt i hi introduí nous efectes especials amb la tècnica de stop-motion a càrrec de Willis O'Brien i Marcel Delgado (que després treballarien junts en la versió original de King Kong dirigida per Merian C. Cooper). Aquesta pel·lícula es qualificà com "de significança cultural" per la Biblioteca del Congrés dels Estats Units i la seleccionaren per ser preservada en el Registre Cinematogràfic Nacional dels Estats Units (vegeu National Film Registry).
Altres adaptacions en són de 1960, 1992 i 1998. Una seqüela del film de 1992, Retorn al món perdut, s'estrenà al 1998. L'any 2001 se'n feu una nova adaptació en format de minisèrie per la BBC, anomenada The Lost World (2001) i la sèrie de televisió basada en el llibre Sir Arthur Conan Doyle's The Lost World.